# عملية 350 نانومتر

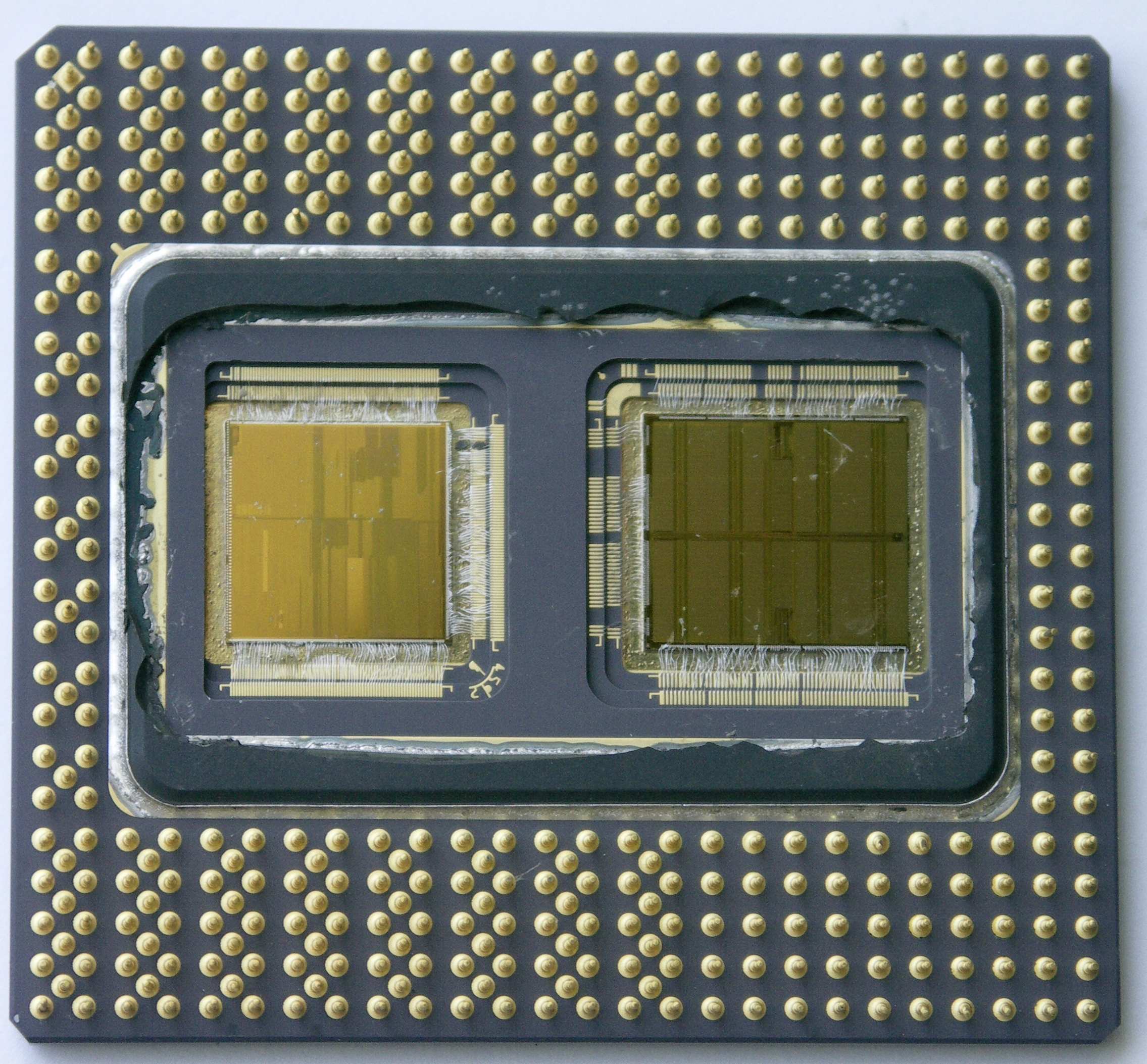

عملية 350 نانومتر (بالإنجليزية:  350 nm process )‏ عملية تشير إلى مستوى عملية تصنيع تقنية أشباه الموصلات التي
تم التوصل إليها بحدود العامين 1995–1996 ميلادي من قبل الشركات الرائدة في مجال أشباه الموصلات، مثل إنتل وآي‌ بي‌ إم.

## منتجات تمثل عملية تصنيع عملية 350 نانومتر
- نتل بنتيوم برو (1995)، بنتيوم (P54CS، 1995)، والثاني بنتيوم الأولي وحدات المعالجة المركزية (1997).

أيه إم دي K5 (1996)، وأيه إم دي K6 الأصلي (النموذجي 6، 1997) وهي وحدات معالجة مركزية.
- VR4300، وتستخدم في لعبة نينتندو 64 وحدة.